# Groninger hiv-zaak
De Groninger hiv-zaak is een strafzaak waarbij meerdere slachtoffers bewust werden besmet met hiv.

## Aanloop
Twee van de drie daders Peter M. en Wim D., hadden een relatie met elkaar, waarbij ze ook seksuele contacten met andere mannen hadden. De derde, Hans J., was op deze wijze in contact met Peter gekomen, die vervolgens zijn 'meester' werd. De daders organiseerden al enige tijd homoseksuele groepsseksfeestjes in Scharmer en Groningen. Ook werden spelletjes met bloed gespeeld waarbij onder andere men elkaar injecteerde. Op een gegeven moment waren alle drie de mannen seropositief.

## Strafbare feiten
De feesten en de "spelletjes" ontaardden vanaf eind 2005 in bijeenkomsten met een meer misdadig karakter. De deelnemers werden gedrogeerd en vervolgens geïnjecteerd met hiv-besmet bloed, zonder dat zij hiervan alvorens wisten. Deze slachtoffers hadden geen of vage herinneringen aan de seksfeesten. Er werd alcoholische drank, meestal bier, gedronken, maar dat werd in de keuken ingeschonken. De slachtoffers vonden het eveneens vreemd dat ze na een paar biertjes al dronken werden en tijdens of na de seks in slaap vielen. Sommigen herinnerden zich dat het bier vreemd zoutig smaakte. Daarbij merkten de hiv-besmette slachtoffers dat hun gezondheid na het bezoeken van een of meerdere seksfeestjes verslechterde, terwijl ze zich daarvoor prima hadden gevoeld.

## De opzet en werkwijze
De opzettelijke besmettingen met hiv zouden geschied zijn door de slachtoffers te drogeren door GHB in hun drank te doen. Vervolgens hadden de daders onbeschermde anale seks met hen. Ook zouden de slachtoffers in bewusteloze toestand geïnjecteerd zijn met besmet bloed van Hans J.
Er zijn mensen die onbeschermde (anale) seks (barebacking) spannend en prettig vinden. Sommigen willen zelfs opzettelijk met het hiv besmet worden, waarbij de redenering is dat wie het al heeft het niet meer kan krijgen en hiv met goede medische behandeling niet meer dodelijk is (hierbij dient vermeld te worden dat een met HIV geïnfecteerd persoon nog altijd besmet kan raken met een virulentere (actievere) versie van hiv). Daar was in deze gevallen echter geheel geen sprake van. In enkele gevallen was door de daders ontkend dat ze hiv hadden. Ook waren er bezoekers van de 'seksfeesten' die juist kwamen voor onbeschermde seks. Hierin moet meegenomen worden dat de kans op hiv-besmetting via injectie vele malen groter is dan via seksueel contact.

## Motief
De daders zou het erom te doen zijn een 'hiv-clubje' te maken. Seropositieven zouden zich onderling geen zorgen hoeven te maken over besmetting, waardoor de weg vrij was voor ongeremde seks, aldus de daders. Peter, de dominante 'meester', zou de motor achter de seksspelletjes en besmettingen zijn. Wim zegt niets van injecties te weten.

## De strafzaak
Tot dusver waren verhalen over opzettelijke hiv-besmettingen afgedaan als broodjeaapverhalen, vergelijkbaar met verhalen als van een meisje dat van haar vakantievriendje een dode rat krijgt met een briefje 'welkom bij de aids-club'. Zo werd aanvankelijk ook de Groninger hiv-zaak beschouwd: als een zoveelste variant op dit type verhalen. Veel slachtoffers wilden daarbij geen aangifte doen: ze schaamden zich, waren niet uit de kast gekomen, of hadden een gezin dat ze wilden beschermen. In juni 2006 meldde een slachtoffer zich bij de politie, maar die vond te weinig aanknopingspunten om de daders te arresteren. De GGD waarschuwde homoseksuele mannen voor particuliere seksfeesten. Vanaf februari 2007 volgden meer aangiftes.
Op 13 mei 2007 werden na telefoontaps drie verdachten opgepakt waarvan één tijdens de aankoop van 150 xtc-pillen en een liter GHB. De verdachten, Peter, Hans en Wim, werden in november 2008 veroordeeld respectievelijk tot negen, vijf en anderhalf jaar gevangenisstraf. In hoger beroep werd op 22 januari 2010 twaalf, negen jaar en acht maanden cel opgelegd.
In april 2012 besliste de Hoge Raad op het beroep in cassatie, dat de rechtszaak moet worden overgedaan, omdat niet is vastgesteld dat de besmettingen het gevolg zijn van de toegebrachte injecties. Op 29 november 2012 veroordeelde het Gerechtshof Arnhem de twee eerder tot twaalf en negen jaar veroordeelde verdachten tot acht respectievelijk vijf jaar gevangenisstraf. Het Hof achtte het niet aannemelijk dat de besmettingen met aanzienlijke mate van waarschijnlijkheid door de gedragingen van de verdachten waren veroorzaakt. Niet hoogstonwaarschijnlijk is het dat de besmetting in plaats daarvan op een andere wijze is veroorzaakt, zoals het hebben van onbeschermde (anale) seks met een met hiv besmette partner.